# Troides haliphron
Espèce
Statut CITES
Troides haliphron est une espèce de lépidoptères (papillons) de la famille des Papilionidae.

## Taxinomie
Troides haliphron a été décrit par Jean-Baptiste Alphonse Dechauffour de Boisduval en 1836 sous le nom initial d’Ornithoptera haliphron.

### Nom vernaculaire
Troides haliphron se nomme Haliphron Birdwing en anglais.

### Sous-espèces
- Troides haliphron haliphron présent au Sulawesi
- Troides haliphron bellwoni Neukirchen, 1993
- Troides haliphron eleonorae Rumbucher & Schäffler, 2004
- Troides haliphron naias (Doherty, 1891)
- Troides haliphron pallens (Oberthür, 1897)
- Troides haliphron pistor Rothschild, 1896
- Troides haliphron purabu Kobayashi, 1987
- Troides haliphron socrates (Staudinger, 1891)[1].

## Description
Troides haliphron est un des plus petits Troides  avec une envergure, entre 130 mm à 150 mm, au corps noir et aux ailes discretement festonnées.
Les mâles ont les ailes antérieures noires aux nervures soulignées de blanc et les ailes postérieures noires avec une plage jaune centrale veinée de noir.
Les femelles ont les ailes antérieures de couleur marron foncé aux nervures largement soulignées de blanc et les ailes postérieures marron foncé à noires avec une plage jaune centrale veinée de noir et ornée d'une ligne de taches noires.

## Biologie

### Plantes hôtes
Les plantes hôtes de sa chenille sont des aristoloches.

## Écologie et distribution
Troides haliphron est présent en Indonésie, au Sulawesi et les sous-espèces se sont créées dans différentes îles de l'archipel.

### Biotope
Troides haliphron a été inventorié en zone côtière.

### Protection
Troides haliphron est protégé.